# Lepidium cordatum
Lepidium cordatum là một loài thực vật có hoa trong họ Cải. Loài này được Willd. ex Steven mô tả khoa học đầu tiên năm 1821.